# Kalendar nanakšahi
Kalendar nanakšahi (pendžabski: ਨਾਨਕਸ਼ਾਹੀ, nānakashāhī) solarni je kalendar kojeg je usvojio odbor Shiromani Gurdwara Prabhandak za određivanje nadnevaka važnih sičkih događaja. Oblikovao ga je Pal Singh Purewal kao zamjenu za Hindu kalendar, u uporabi je od 1998. Epoha ovog kalendara je rođenje prvog sičkog gurua, Nanak Deva 1469.
Nova godina po ovom kalendaru je uvijek 14. ožujka po gregorijanskom kalendaru. Godina koja odgovara 2025-2026. kršćanske ere je 557. godina nanakšahija.
Navodi se da se praznici Hola Mohalla, Bandi Chhor Divas te Guru Nanakov rođendan i dalje slave po nadnevcima iz Hindu kalendara, a svi drugi sički religijski dani u skladu s nanakšahijem.
Kalendar je vrlo kontroverzan i nema sveopću podršku među Sikima. Ipak, mnogi u sičkoj zajednici vjeruju da je kalendar važan jer se njime reafirmira neovisnost vjere Sika od hinduizma i islama.

## Mjeseci nanakšahija
Slično drugim solarnim kalendarima s indijskog pokontinenta, duljina mjeseci u skladu je s godišnjim dobima. Proljetni i ljetni mjeseci uglavnom imaju po 31 dan, a jesenji i zimski po 30, kako bi se uzelo u obzir to što se Sunce po ekliptici brže kreće u jesen i zimu. Posljednji mjesec (veljača-ožujak) ima 30 dana u običnoj odnosno 31 u prijestupnoj godini, koja je tako postavljena da navedeni mjesec zahvaća prijestupni 29. veljače iz gregorijanskog kalendara (npr. 539. i 543. godina u nanakšahiju). 
Mjeseci ovog kalendara su:
| Br. | Ime     | Pendžabski | Dana  | Zahvaća             |
| --- | ------- | ---------- | ----- | ------------------- |
| 1.  | Chet    | ਚੇਤ         | 31    | ožujak - travanj    |
| 2.  | Vaisakh | ਵੈਸਾਖ        | 31    | travanj - svibanj   |
| 3.  | Jeth    | ਜੇਠ         | 31    | svibanj - lipanj    |
| 4.  | Harh    | ਹਾੜ         | 31    | lipanj - srpanj     |
| 5.  | Sawan   | ਸਾਵਣ        | 31    | srpanj - kolovoz    |
| 6.  | Bhadon  | ਭਾਦੋਂ         | 30    | kolovoz - rujan     |
| 7.  | Assu    | ਅੱਸੂ         | 30    | rujan - listopad    |
| 8.  | Katak   | ਕੱਤਕ        | 30    | listopad - studeni  |
| 9.  | Maghar  | ਮੱਘਰ        | 30    | studeni - prosinac  |
| 10. | Poh     | ਪੋਹ         | 30    | prosinac - siječanj |
| 11. | Magh    | ਮਾਘ         | 30    | siječanj - veljača  |
| 12. | Phagun  | ਫੱਗਣ        | 30/31 | veljača - ožujak    |

## Vanjske poveznice
(na engleskom:)
- All About Sikhs - The Sikh Calendar
- Nanakshahi Calendar at Sikh.net
- Nanakshahi Calendar at SGPC.net
- Nanakshahi Calendar at BBC
- Gurpurab Nanakshahi Calendar